# Карзодучи (Мачерата)
Карзодучи (итал. Carsoducci) насеље је у Италији у округу Мачерата, региону Марке.
Према процени из 2011. у насељу је живело 22 становника. Насеље се налази на надморској висини од 579 м.